# 塔利 (亞利桑那州)
塔利（英語：Tully）是位於美國亞利桑那州科奇斯縣的一個非建制地區。該地的面積和人口皆未知。

## 地理
塔利的座標為31°58′58″N 110°07′24″W / 31.98278°N 110.12333°W，而該地的平均海拔高度為1321米（即4334英尺）。